# Predatory Dinosaurs of the World
Predatory Dinosaurs of the World (česky "Draví dinosauři světa") je kniha amerického paleontologa a popularizátora této vědy Gregoryho Scotta Paula (* 1954) z roku 1988 (vyšla v nakl. Simon & Schuster). Ilustrátorem knihy je také Gregory Paul, který je autorem také všech kosterních rekonstrukcí v obrazových přílohách, tabulek, grafů apod.

## Význam
Tato kniha předběhla svoji dobu o mnoho let, protože poprvé představila dravé dinosaury - teropody - jako aktivní, dynamická a teplokrevná zvířata. Díky novému obrazovému pojetí teropodů je titul stále vysoce ceněn a bývá považován za skutečný průlom v našem pochopení fyziologie a ekologie této skupiny dávno vyhynulých tvorů (nepočítáme-li současné ptáky, kteří jsou podle moderní systematiky v podstatě žijícími zástupci teropodů). Paul se v některých ohledech mýlil (odhadoval například rychlost běhu druhu Tyrannosaurus rex na víc než 60 km/h), celkově ale postuloval mnoho zajímavých a moderních myšlenek, které se s dalšími výzkumy potvrdily. Kniha nikdy nevyšla v českém překladu, ale byla inspirací například pro Jaroslava Mareše a jeho Záhadu dinosaurů z roku 1993. Stejně tak byla inspirací pro tvůrce filmu Jurský park a moderní pojetí dinosaurů vůbec.